# Dragan Despot
Dragan Despot (Mostar, 14. srpnja 1956.) hrvatski dramski i filmski glumac.

## Životopis
Diplomirao je na Akademiji dramske umjetnosti u Zagrebu 1981. godine u klasi profesora Tonka Lonze. Prvi profesionalni angažman dobio je u Gradskom kazalištu Trešnja. Kasnije radi u Gradskom kazalištu Komedija, nedugo poslije 1983. godine član je ansambla Drame HNK u Zagrebu. 
Sudjelovao je u dramskome programu Dubrovačkih ljetnih igara i Splitskoga ljeta te u mnogim hrvatskim kazalištima, uvijek ostvarujući zapažene glumačke kreacije (GD Histrion, ZDK Gavella, Teatar itd, Kazalište Mala Scena, Gradsko kazalište Trešnja, itd.)
Kao docent na Odsjeku glume – katedri za scenski govor zagrebačke Akademije za dramsku umjetnost predaje već dugi niz godina.
Njegova uloga političara Ludviga Tomaševića u seriji Novine (televizijska serija) smatra se njegovim Magnum Opusom, dosad najznačajnijom i najutjecajnijom ulogom na TV-u.

## Nagrade i priznanja
- Nagrada Sedam sekretara SKOJ-a za ulogu Laerta u Hamletu W.Shakespearea, redatelj Jiri Menzel,
- Nagrada hrvatskog glumišta za najbolju ulogu u predstavi za djecu Cvilidreta s Gavranove stijene;
- Nagrada Mila Dimitrijević za ulogu Hansa u Ondine Jeana Giraudouxa, 1992.,
- Nagrada Mila Dimitrijević za ulogu Stanleyja Kowalskog u Tramvaju zvanom žudnja Tennesseeja Williamsa, 1997.,
- Nagrada Tito Strozzi za ulogu Biffa u Smrti trgovačkog putnika Arthura Millera u režiji Stevena Kenta i za ulogu Hasanage u Hasanagi Tomislava Bakarića u režiji Marina Carića, 1999.,
- Nagrada Marul za ulogu Hasanage u Hasanagi Tomislava Bakarića u režiji Marina Carića, 1999.
- Za adaptaciju, režiju i izvedbu monodrame Na rubu pameti Miroslava Krleže dobio je Nagradu Dubravko Dujšin 2004.,
- Nagrada Vladimir Nazor 2004.
- Nagrada žirija čitatelja Slobodne Dalmacije na Marulovim danima 2005.,
- Nagrada Marul 2005.
- Nagrada Fabijan Šovagović na Festivalu glumca u Vinkovcima.
- Zlatnu arenu za sporednu ulogu dobio je za ulogu u filmu Pušća Bistra redatelja Filipa Šovagovića.
- Odlikovan je Redom Danice hrvatske s likom Marka Marulića.
- Nagrada Vladimir Nazor za životno djelo

## Uloge

### Televizijske uloge
- Naša mala klinika kao svećenik (2007.)
- Zora dubrovačka kao Šiško Kesovija (2013. – 2014.)
- Počivali u miru kao Mate Šušnjara (2017.)
- Novine (televizijska serija) kao Ludvig Tomašević (2016. – 2020.)

### Film
- Povratak (1979.), Anton Vrdoljak,
- Putovanje u Vučjak (1986.), Eduard Galić,
- Tuđinac (1990.), Eduard Galić,
- Priča iz Hrvatske (1991.), Krsto Papić,
- Sokak triju ruža (1992.), Eduard Galić,
- Polagana predaja (2001.), Bruno Gamulin,
- Ispod crte (2003.), Petar Krelja,
- Konjanik (2003.), Branko Ivanda,
- Pušća Bistra (2005.), Filip Šovagović

### Kazalište
- Glas – Tišina mog šuma D. Cesarića – Anita Andreis – L. Mujića, kor. Leo Mujić, 2010.
- Lazar Margetić – Vučjak Miroslava Krleže, r. Ivica Buljan, 30. prosinca 2014.
- Dr. Ludwig Schön – Lulu Franka Wedekinda, r. Jernej Lorenci, 28. ožujka 2015.
- Dr. von Aigner – Daleka zemlja Arthura Schnitzlera, r. Anica Tomić, 23. svibnja 2015.   Arhivirana inačica izvorne stranice od 25. siječnja 2016. (Wayback Machine)

### Sinkronizacija
- "Pobuna na farmi" kao Rico (2004.)
- "Roboti" kao Zlatko Končar (2005.)

## Vanjske poveznice
- Stranica o Draganu Despotu  Arhivirana inačica izvorne stranice od 17. srpnja 2012. (Wayback Machine)